# 卡尔图拉
卡尔图拉（義大利語：Cartura），是意大利威尼托大区帕多瓦省的一个市镇。总面积16.2平方公里，人口4588人，人口密度283.2人/平方公里（2009年）。国家统计（ISTAT）代码为028026。